# Ouanaminthe
Ouanaminthe este o comună din arondismentul Ouanaminthe, departamentul Nord-Est, Haiti, cu o suprafață de 199,06 km2 și o populație de 96.515 locuitori (2009).